# James Laird Patterson
James Laird Patterson (* 16. November 1822 in Marylebone; † 2. Dezember 1902 in Chelsea) war ein britischer römisch-katholischer Geistlicher und Weihbischof in Westminster.

## Leben
James Laird Patterson konvertierte 1850 zum katholischen Glauben. Er empfing 1855 in der Prokathedrale St Mary Moorfields in der City of London durch den Erzbischof von Westminster, Kardinal Nicholas Wiseman, das Sakrament der Priesterweihe. 
Am 30. April 1880 ernannte ihn Papst Leo XIII. zum Titularbischof von Emmaüs und zum Weihbischof in Westminster. Der Erzbischof von Westminster, Kardinal Henry Edward Manning, spendete ihm am 9. Mai desselben Jahres in der Kapelle des Päpstlichen Englischen Kollegs in Rom die Bischofsweihe; Mitkonsekratoren waren der Bischof von Clifton, William Joseph Hugh Clifford, und der Bischof von Salford, Herbert Vaughan.
Sein Grab befindet sich in der Kapelle des St. Edmund’s College in Ware, Hertfordshire.